# MOA-2007-BLG-192L
MOA-2007-BLG-192-L — звезда спектрального класса M, расположенная в созвездии Стрельца на расстоянии примерно 2300 световых лет от Солнечной системы. Она представляет собой чрезвычайно тусклый и холодный красный карлик с массой, составляющей 6 % от солнечной. Вокруг звезды обращается, как минимум, одна планета.

## Планетная система
2 июля 2008 года группой астрономов из Новой Зеландии было анонсировано открытие планеты в системе MOA-2007-BLG-192-L. Планета представляет собой сверхземлю с массой, превышающей земную в 3,3 раза и обращается на расстоянии 0,62 а.е. от родительской звезды. На момент обнаружения она имела самую малую массу из всех обнаруженных экзопланет. В настоящее время обнаружены более маломассивные планеты: Глизе 581 e (1,7 масс Земли), HD 10180 b (1,35 масс Земли), Kepler-20 f (0,66 массы Земли) и Kepler-42 d (<0,9 массы Земли). Открытие было совершено методом гравитационного микролинзирования в обсерватории Маунт-Джон, Новая Зеландия.